# WWE Raw Day 1
WWE Raw Day 1 fue un show que se transmitió en vivo el 1 de enero de 2024 por el canal televisivo estadounidense USA Network como especial del programa de televisión semanal Raw desde el Pechanga Arena en San Diego, California. La transmisión inició la programación de una semana de programas con temática de Año Nuevo de WWE llamada New Year's Knockout Week.
Durante el evento, la anunciadora Samantha Irvin presentó al ex campeón de WWE que anteriormente se rumoreaba que aparecería. Luego de un momento de anticipación, Jinder Mahal apareció e hizo comentarios negativos sobre los Estados Unidos y su inherente división y patriotismo, lo que provocó fuertes abucheos de la multitud. Esto fue precedido por un regreso sorpresa de The Rock, quien confrontó verbalmente a Mahal para luego sacarlo del ring. Después, The Rock preguntó a los fans si debería sentarse en «la cabecera de la mesa» (Head of the Table), en referencia a Roman Reigns.

## Producción
El 1 de enero de 2022, WWE celebró un evento de pago por evento titulado Day 1, cuya temática era el de Año Nuevo. Se planeó un segundo evento para la misma fecha en 2023, pero se canceló debido a un conflicto de programación con el socio de transmisión Peacock. Durante el episodio del 11 de diciembre de 2023 de Raw, se anunció que el nombre «Day 1» había sido revivido para un episodio especial de Raw, que se transmitirá el 1 de enero de 2024 en USA Network. El especial inició la programación de una semana de programas con temática de Año Nuevo de WWE llamada New Year's Knockout Week, que incluía NXT: New Year's Evil y SmackDown: New Year's Revolution.

## Resultados
- Nia Jax derrotó a Becky Lynch (11:50).
  - Jax cubrió a Lynch después de un «Senton Bomb».
- Jey Uso & Kofi Kingston derrotaron a Imperium (Giovanni Vinci & Ludwig Kaiser) (7:00). 
  - Uso & Kingston fueron declarados ganadores después de una lesión de Vinci.
- The Awesome Truth (R-Truth & The Miz) derrotó a The Judgment Day (Dominik Mysterio & JD McDonagh) (7:30).
  - The Miz cubrió a McDonagh después de un «Skull Crushing Finale».
- Rhea Ripley derrotó a Ivy Nile y retuvo el Campeonato Mundial Femenino (13:00).
  - Ripley cubrió a Nile después de un «Riptide».
- Shayna Baszler & Zoey Stark derrotaron a Natalya & Tegan Nox (5:30).
  - Stark cubrió a Nox después de un «Z-360».
- Seth «Freakin» Rollins derrotó a Drew McIntyre y retuvo el Campeonato Mundial de Peso Pesado (18:05).
  - Rollins cubrió a McIntyre después de un «Curb Stomp».
  - Durante la lucha, Damian Priest intentó canjear el maletín de Money In The Bank, pero fue atacado por McIntyre.